# 紛黃毒蛾
紛黃毒蛾（学名：Euproctis striata）为毒蛾科黃毒蛾屬下的一个种。其种加词“striata”意为“有条纹的”。